# Wręczyca Wielka
Wręczyca Wielka è un comune rurale polacco del distretto di Kłobuck, nel voivodato della Slesia.
Ricopre una superficie di 148,07 km² e nel 2004 contava 17 117 abitanti.